# 이선 스톨러
이선 스톨러(Ethan Stoller)는 시카고 출신의 미국의 작곡가, 프로듀서이다.